# السياف (فلم كوري)
السياف (بالكورية: 검객) هو فيلم كوري أكشن من الفترة الكورية الجنوبية صدر عام 2020 من إخراج تشوي جاي هون، وبطولة جانغ هيوك بصفته الشخصية الفخرية.

## القصة
خلال الفترة الفوضوية لانتقال سلالة مينغ تشينغ بعد الفشل في حماية ومنع سقوط غوانغهاغون، يعيش تاي يول، أفضل سياف في جوسون في عزلة مع ابنته تاي أوك في الجبال. عندما بدأ بصر تاي يول في الضعف، بسبب إصابة قديمة ، تسعى تاي أوك لإيجاد علاج له. (تاي اوك هي ابنة King Gwanghaegun التي يقوم تاي يول بحمايتها). عندما يتم القبض عليها وأخذها من قبل تاجر الرقيق غوروتاي، يضطر تاي يول إلى رفع سيفه مرة أخرى لإنقاذها.

## الشخصيات

### الشخصيات الرئيسية
- جانغ هيوك في دور تاي يول ، أفضل مبارز جوسون
- كيم هيون سو بدورتاي اوك ، ابنة تاي يول
- جو تسليم في دور غوروتاي، أحد أفراد عائلة تشينغ الإمبراطورية
- جونغ مان سيك في دور Min Seung-ho ، أعظم مسؤول عسكري في جوسون
- لي نا كا يونغ في دور هوا سيون ، تاجر جوسون
- لي مينهيوك في دور Gyeom Sa-bok ، الشاب تاي يول

### الشخصيات المساندة
- تشوي جين هو في دور لي موك يو ، مساعد عسكري
- جي سونغ هيون في دور موسى ، مرؤوس غوروتاي
- جي غون وو في دور هوا سام
- غوانغ سانغ في دور جومو
- شين جاي هوان في دور ساشين
- تشون يونغ آم في دور موكان
- يون سيونج هون في دور جو تشونج

### الظهور الخاص
- جانغ هوان سونغ بدور الملك Gwanghaegun

## الإنتاج
تمت الاطلاع على السيناريو في 9 يونيو 2017، وبدأ التصوير الرئيسي في 15 يونيو 2017 وانتهى التصوير في سبتمبر 2017.

## العرض
كان من المقرر أصلاً عرض الفيلم في 17 سبتمبر 2020 في كوريا الجنوبية. ولكن بسبب وباء كورنا -19 في كوريا الجنوبية ، تم تأجيل إصداره لمدة أسبوع حتى 23 سبتمبر 2020. تم بيع الفيلم مسبقًا في 55 دولة، وتمت دعوته إلى الدورة الأربعين لمهرجان هاواي السينمائي الدولي، بالإضافة إلى اختياره ليكون الفيلم الافتتاحي لمهرجان الفيلم الكوري الإندونيسي لعام 2020. تم إصداره في سنغافورة في 15 أكتوبر، وتايوان في 16 أكتوبر، وإندونيسيا في 29 أكتوبر 2020.

## روابط خارجية
- السياف  في قاعدة بيانات الأفلام على الإنترنت (بالإنجليزية)
- السياف على هانسينما
- The Swordsman at Naver (in Korean)
- The Swordsman at Daum (in Korean)